# Strážní domek nad Bubenečským tunelem
Strážní domek nad železničním tunelem Buštěhradské dráhy v Bubenči v Praze stojí v horní části Královské obory při ulici Nad Královskou oborou. Od roku 2005 je nemovitou kulturní památkou České republiky; předmětem památkové ochrany je strážní domek a železniční tunel.

## Historie
Železniční strážní domek byl postaven v letech 1866–1868 současně s výstavbou tunelu při prodloužení Buštěhradské dráhy z Brusky do Buben. Projekt pravděpodobně vznikl ve vídeňském drážním úřadě. V letech 2016–2018 prošel rekonstrukcí a slouží komunitnímu centru.

## Popis
Domek je postaven ve vernakulárním stylu. Jednoduchá obdélná budova má přízemí vyzděné z neomítnutého lomového kamene, které kolem oken doplňuje režné cihelné zdivo. Patro je hrázděné s režným cihelným zdivem; na kratší jižní straně má dřevěnou terasu s dřevěnými vyřezávanými kuželkami.
Tunel
S tunelem byl původně domek propojen schodištěm. Tunel je postaven v oblouku o poloměru 332 metrů, jeho délka je 104 metrů, výška 5,5 metru a šířka 5,7 metru. Je vyzděn z kamenných kvádrů s prostými portály bez dekorace.